# Wisław, Tỉnh West Pomeranian
Wisław [ˈviswaf] là một khu định cư ở khu hành chính của Gmina Moryń, thuộc hạt Gryfino, West Pomeranian Voivodeship, ở phía tây bắc Ba Lan.
Trước năm 1945, khu vực này là một phần của Đức. Đối với lịch sử của khu vực, xem Lịch sử của Pomerania.